# College Basketball Invitational
El College Basketball Invitational (CBI) es un torneo de postemporada de baloncesto universitario masculino fundado en 2007 por The Gazelle Group. El torneo inaugural se celebró tras la conclusión de la temporada 2007-08 de la NCAA. El CBI selecciona 16 equipos que no disputen los torneos de la NCAA o NIT, y compite por equipos con el CollegeInsider.com Postseason Tournament (CIT). Los equipos en el CBI compiten en el pabellón del equipo mejor clasificado. El torneo utiliza el sistema de eliminación directa hasta la final, disputada a tres partidos.
El CBI de 2008 fue el primer torneo de postemporada desde el Collegiate Commissioners Association Tournament en 1974, y Tulsa se coronó como el primer campeón de la historia del torneo. En 2020 la edición fue cancelada debido a la pandemia COVID-19.

## Campeones
| Año  | Campeón                                         | Subcampeón                                      | MVP                                             |
| ---- | ----------------------------------------------- | ----------------------------------------------- | ----------------------------------------------- |
| 2008 | Tulsa                                           | Bradley                                         | Jerome Jordan, Tulsa                            |
| 2009 | Oregon State                                    | UTEP                                            | Roeland Schaftenaar, Oregon State               |
| 2010 | VCU                                             | Saint Louis                                     | Joey Rodriguez, VCU                             |
| 2011 | Oregon                                          | Creighton                                       | Joevan Catron, Oregon                           |
| 2012 | Pittsburgh                                      | Washington State                                | Lamar Patterson, Pittsburgh                     |
| 2013 | Santa Clara                                     | George Mason                                    | Kevin Foster, Santa Clara                       |
| 2014 | Siena                                           | Fresno State                                    | Brett Bisping, Siena                            |
| 2015 | Loyola (CHI)                                    | UL Monroe                                       | Earl Peterson, Loyola (CHI)                     |
| 2016 | Nevada                                          | Morehead State                                  | Tyron Criswell, Nevada                          |
| 2017 | Wyoming                                         | Coastal Carolina                                | Justin James, Wyoming                           |
| 2018 | North Texas                                     | San Francisco                                   | Roosevelt Smart, North Texas                    |
| 2019 | South Florida                                   | DePaul                                          | David Collins, South Florida                    |
| 2020 | Edición cancelada debido a la pandemia COVID-19 | Edición cancelada debido a la pandemia COVID-19 | Edición cancelada debido a la pandemia COVID-19 |
| 2021 | Pepperdine                                      | Coastal Carolina                                | Kessler Edwards, Pepperdine                     |
| 2022 | UNC Wilmington                                  | Middle Tennessee                                | Jaylen Sims, UNC Wilmington                     |
| 2023 | Charlotte                                       | Eastern Kentucky                                | Brice Williams, Charlotte                       |
| 2024 | Seattle                                         | High Point                                      | Cameron Tyson, Seattle                          |